# Siaugues-Sainte-Marie
Siaugues-Sainte-Marie är en kommun i departementet Haute-Loire i regionen Auvergne-Rhône-Alpes i centrala Frankrike. Kommunen ligger i kantonen Langeac som tillhör arrondissementet Brioude. År 2022 hade Siaugues-Sainte-Marie 827 invånare.

## Befolkningsutveckling
Antalet invånare i kommunen Siaugues-Sainte-Marie
| Referens: INSEE |